# Grupo modernidad/colonialidad

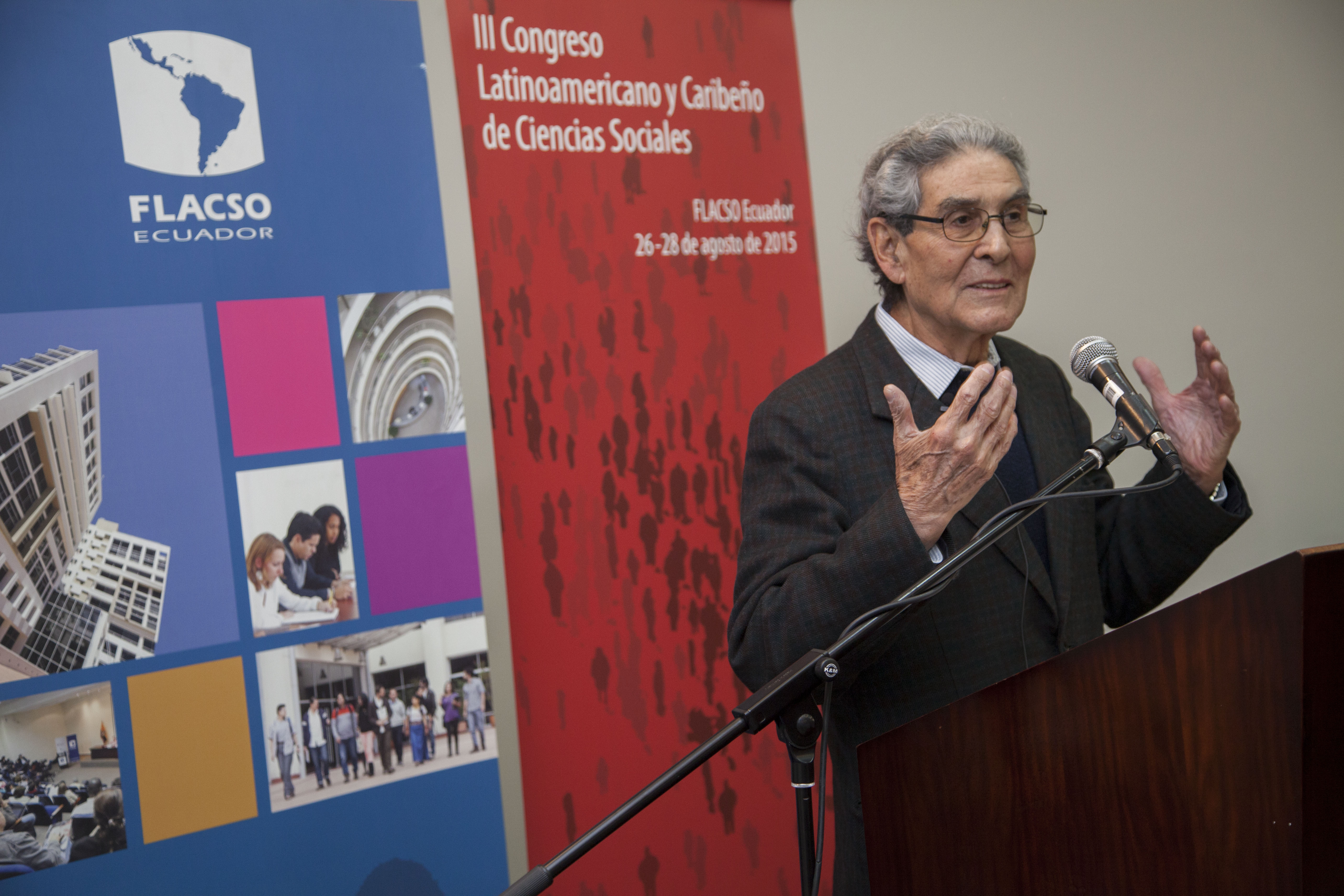
Sociólogo peruano Aníbal Quijano na Inauguração do III Congreso Latinoamericano y Caribeño de Ciencias Sociales, que ocorreu nas instalações FLACSO (Faculdade Latino-Americana de Ciências Sociais) Equador, na cidade de Quito, no dia 25 de agosto de 2015.

O grupo modernidad/colonialidad ou Proyecto M/C (em português, "grupo modernidade/colonialidade" e "projeto M/C", respectivamente) é um importante coletivo de pensamento crítico da América Latina, ativo na durante a primeira década do século XXI. Trata-se de uma rede transdisciplinar e multigeracional de intelectuais latino-americanos provenientes de linhas de pensamento distintas, tais quais, a teoria do sistema-mundo, a filosofia da libertação e o pós-estruturalismo, mas que convergiram em torno da proposta de uma perspectiva analítica decolonial.

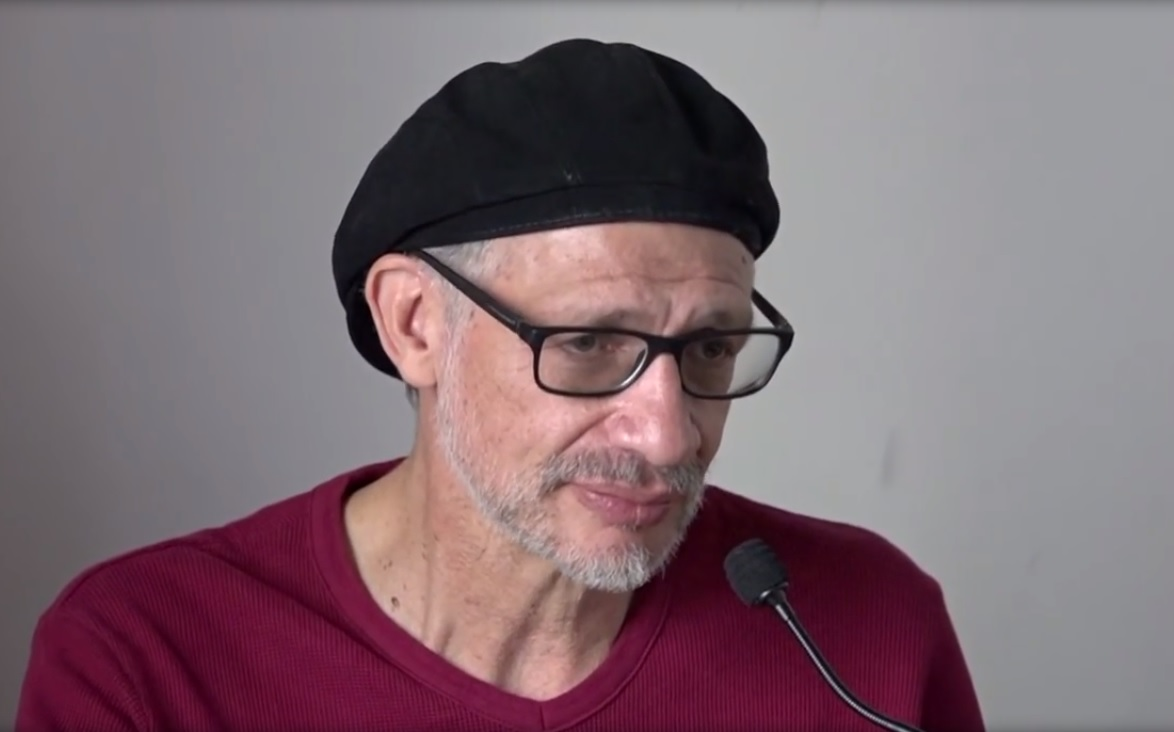
Santiago Castro-Gómez em apresentação de seu livro Revoluciones Sin Sujeto na livaria Traficantes de sueños em Madrid, Espanha.

Dentre os participantes, destacam-se os sociólogos Aníbal Quijano, Edgardo Lander, Ramón Grosfoguel e Agustín Lao-Montes, os semiólogos Walter Mignolo e Zulma Palermo, a pedagoga Catherine Walsh, os antropólogos Arturo Escobar e Fernando Coronil, o crítico literário Javier Sanjinés e os filósofos Enrique Dussel, Santiago Castro-Gómez, María Lugones e Nelson Maldonado-Torres.
A perspectiva decolonial proprõe uma discussão crítica sobre as relações de poder que se instalaram desde 1492 na América, com o início da colonização europeia do território americano e conquista, genocídio e etnocídio seus povos nativos. Isto implica um processo de racialização, que está na base da instalação de um sistema econômico capitalista e de modernidade europeia. A ideia de decolonialismo distingue-se do pós-colonialismo, movimento intelectual empreendido principalmente por autores provenientes das antigas colônias inglesas ou francesas da Ásia, Oceania e Oriente Médio.

## História

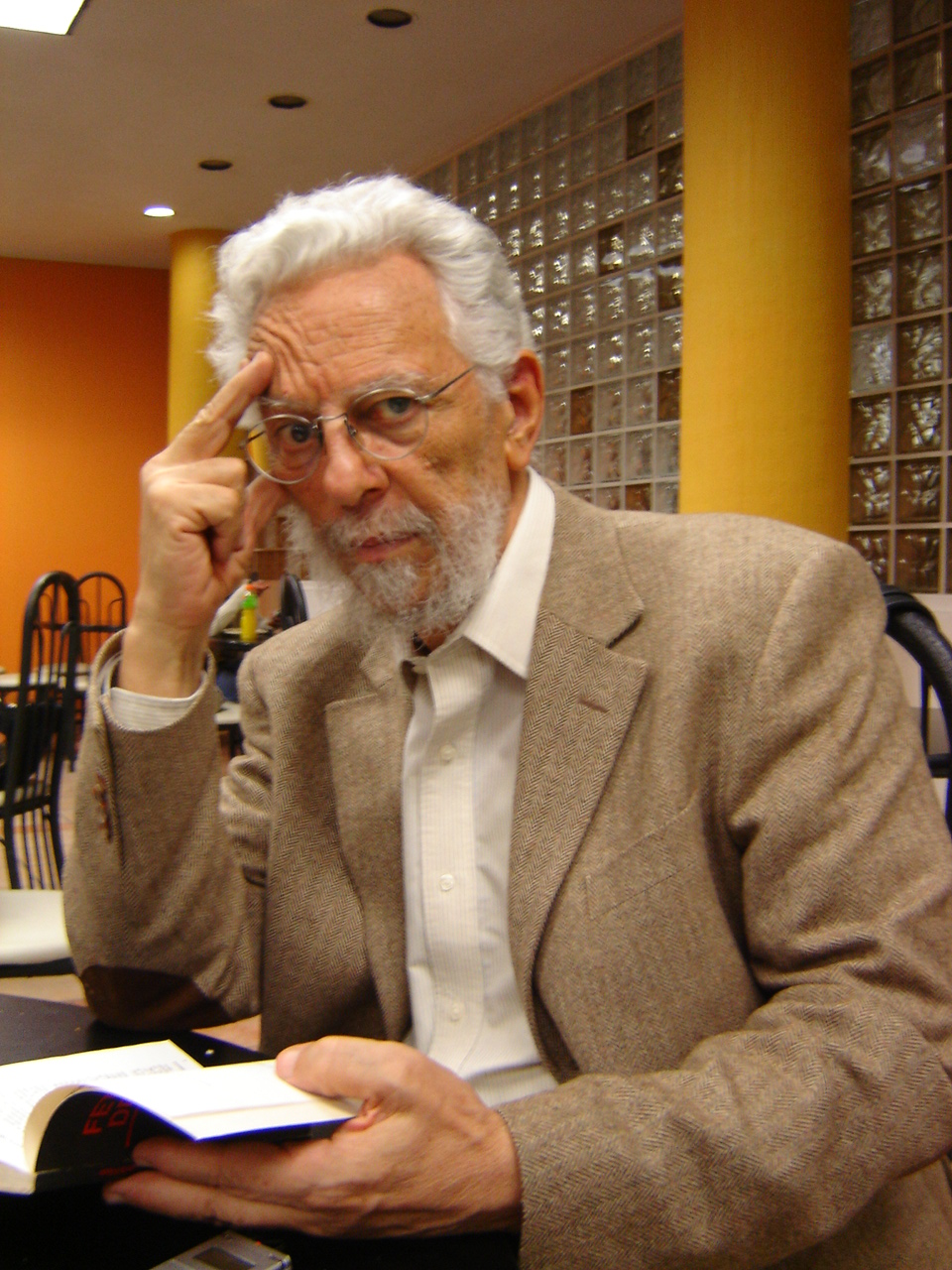
Filósofo Enrique Dussel na Faculdade de Filosofia e Letras da Universidade Nacional Autônoma do México (UNAM) em fevereiro de 2009.

O Projecto M/C se formou no ano de 1998 quando o sociólogo venezuelano Edgardo Lander, com apoio da CLACSO, organizou em Caracas um evento em que foram convidados Walter Mignolo, Aníbal Quijano, Enrique Dussel, Arturo Escobar e Fernando Coronil. Paralelamente, na cidade de Binghamton, nos Estados Unidos, havia se formado o Coloniality Working Group no qual participavam estudantes e professores vinculados Teoria do Sistema-Mundo, um enfoque teórico inaugurado pelo sociólogo estadounidense Immanuel Wallerstein, na segunda metade do século XX. Na ocaisão somaram-se os porto-riquenhos Ramón Grosfoguel e Agustín Lao-Montes, que organizaram em Binghamton um congresso ao qual foram convidados Dussel, Mignolo, Quijano e o próprio Wallerstein. Dussel era conhecido por ser uma das figuras centrais da Filosofia latino-americana, enquanto Mignolo despontava no âmbito internacional das teorias pós-coloniais. Foi neste congresso que as três figuras centrais do grupo, Dussel, Quijano e Mignolo, se reuniram pela primeira vez para discutir seu enfoque das heranças coloniais em América Latina, em diálogo com a análise do sistema-mundo de Wallerstein.[carece de fontes?]
Esta aproximação entre a análise do sistema-mundo e as teorias latinoamericanas da colonialidade continuou quando Ramón Grosfoguel organizou em Boston a conferência Political Economy of the World-System, convidando aos filósofos colombianos Santiago Castro-Gómez e Óscar Guardiola-Rivera, quem tinham iniciado já um novo nó da rede decolonial, em Colômbia, via o Instituto de Estudos Sociais e Culturais Pensar. Com o apoio da Universidade Javeriana, Castro-Gómez organizou em agosto de 1999 o Simposio Internacional "La reestructuración de las ciencias sociales en los países andinos”, evento que serviu como catalisador de todo o que vinha ocorrendo nos outros nós desta rede. Além de Mignolo, Lander, Coronil e Quijano, no evento de Bogotá participaram a semióloga argentina Zulma Palermo e a romanista alemã Freya Schiwy. Um ano dantes, no marco do Congresso Mundial de Sociologia celebrado em Montreal, Edgardo Lander tinha organizado o simposio “Alternativas al eurocentrismo y colonialismo en el pensamiento social latinoamericano”, do qual sairiam os trabalhos que compõem o mais conhecido de todos os livros do grupo: A colonialidad do saber: eurocentrismo e ciências sociais.[carece de fontes?]

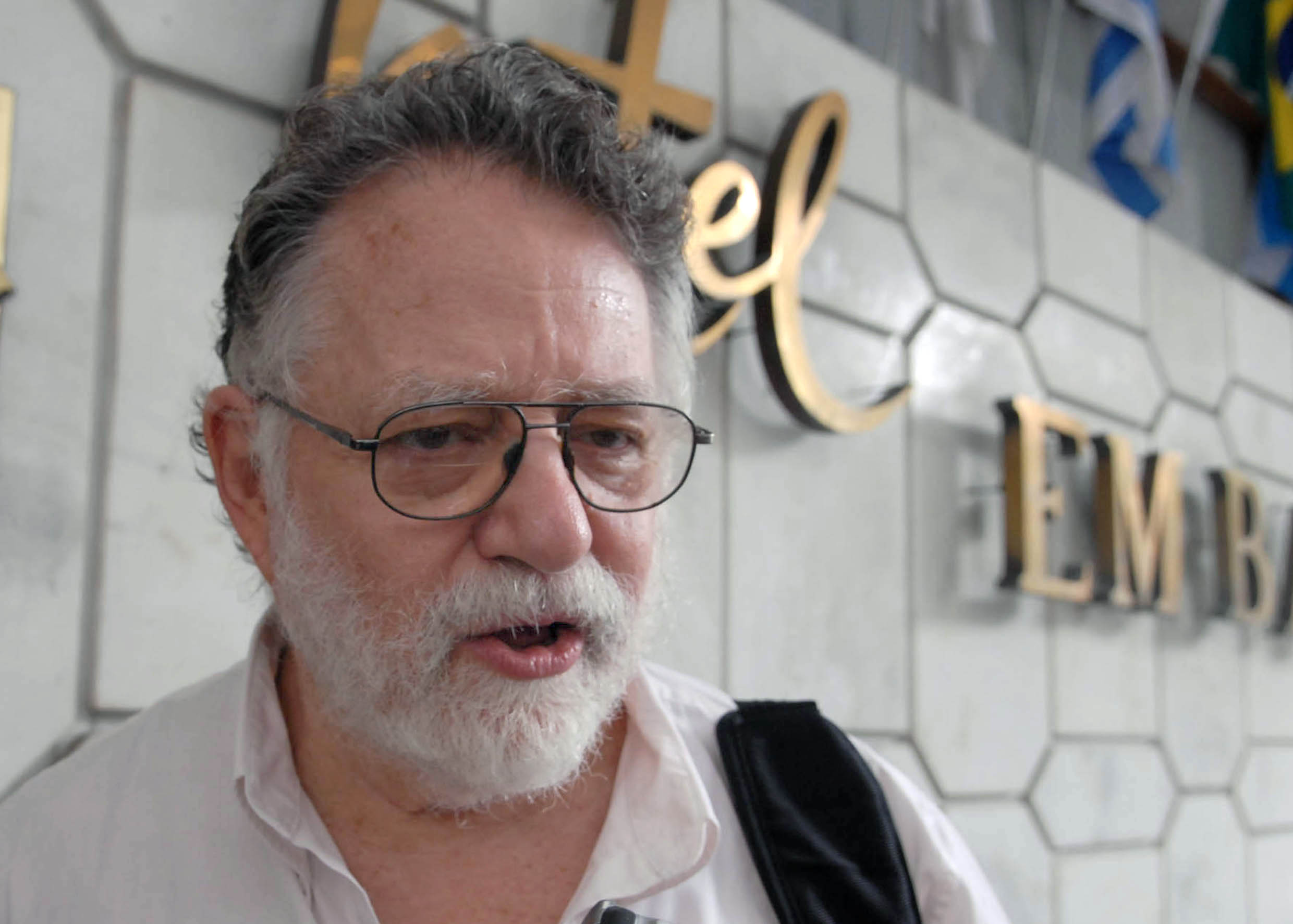
O professor Edgardo Lander, da Unversidade Central da Venezuela, dá entrevista depois de participar da plenária final do Fórum Social Mundial - 2010.

No ano 2001, Walter Mignolo organizou um primeiro encontro de grupo realizado em Duke University. Seguiram a esta várias reuniões nas que se compartilhavam trabalhos e se discutiam projectos colectivos: no ano 2002 em Quito, na Universidade Andina; em 2003, na Universidade da Califórnia em Berkeley; em 2004, na Universidade de Carolina do Norte; em 2006, novamente, na cidade de Quito e em 2008 na Universidade Central de Venezuela. Ao longo destes anos incorporaram-se ao grupo: a pedagoga equatoriana-estadounidense Catherine Walsh, o filósofo porto-riquenho Nelson Maldonado-Torres; e a feminista argentino-estadounidense María Lugones.[carece de fontes?]
Os anos entre 1998 e 2008 foram os de maior atividade pública do Projecto M/C. Além de vários empreendimentos acadêmicos, o grupo engajou-se em movimentos políticos. Alguns de seus membros estiveram vinculados com o movimento indígena na Bolívia e Equador, outros organizaram atividades no Fórum Social Mundial. Em Berkeley, o grupo articulou-se com ativistas chicanos em torno de projetos culturais, epistêmicos e políticos, e com os movimentos negros no Caribe.[carece de fontes?]
Já na primeira década do século XXI, o Projecto M/C reduziu consideravelmente suas atividades coletivas, seja por diferenças políticas entre seus membros, seja por falta da manutenção do consenso teórico entre seus participantes. As linhas divergentes de pensamento que ali operavam desde o começo (o marxismo, a filosofia da libertação, a análise do sistema-mundo e o pós-estruturalismo), e que foram tão produtivas para o grupo durante vários anos, tinham que seguir caminhos diferentes.[carece de fontes?]